# 經元善
經元善（1840年—1903年），字蓮珊，中國清末商人。

## 生平
1840年出生于浙江上虞，自幼遷居上海，17歲開始追隨父親經商，1865年父親過世後，接手上海最大的善堂「同仁輔元堂」及仁元錢莊，從商之餘，積極身公益事業，深受儒家思想影響。他熱心義賑救災，辦學作育英才，並為民興利，投入洋務運動，涉足織造、電報、礦務等，1882年出任上海電報局滬局總辦，經營有道，營業額大增。1900年，朝廷推動己亥立储，稱光绪皇帝要收繼溥儁為義子，事實上是慈禧太后企圖逼迫光緒皇帝禪位，經元善帶頭與上海一眾商紳通電反對，被通緝而逃至澳門，1903年獲赦回國，不久病故。